# Neogoezia macvaughii
Neogoezia macvaughii är en flockblommig växtart som beskrevs av Lincoln Constance. Neogoezia macvaughii ingår i släktet Neogoezia och familjen flockblommiga växter. Inga underarter finns listade i Catalogue of Life.